# مؤتمر القمة الإسلامي الأول
مؤتمر القمة الإسلامي الأول (9 - 12 رجب 1389هـ / 22 - 25 سبتمبر ‌‌1969 م)، عُقد بالرباط في المملكة المغربية. وكان الدافع الأساسي للدعوة إلى هذا المؤتمر هو قيام اليهود بحرق المسجد الأقصى. وقد حضرت وفود من الملوك والرؤساء المسلمين يمثلون (26) دولة، بحضور وفد منظمة التحرير الفلسطينية.

## صدر عنه
وقد صدر بيان مهم عن المؤتمر جاء فيه: إن الحادث المؤلم الذي وقع يوم 7 جمادى الثانية 1389هـ / 21 أغسطس 1969م قد سبب الحريق فيه أضرارا فادحة للمسجد الأقصى، وهم يعلنون ما يلي: «إن حكوماتهم وشعوبهم عقدت العزم على رفض أي حل للقضية الفلسطينية لا يكفل لمدينة القدس وضعها السابق لأحداث يونيه (حزيران) 1967م».